# SPHK1
SPHK1 (англ. Sphingosine kinase 1) – білок, який кодується однойменним геном, розташованим у людей на короткому плечі 17-ї хромосоми. Довжина поліпептидного ланцюга білка становить 384 амінокислот, а молекулярна маса — 42 518.
| 10         |  | 20         |  | 30         |  | 40         |  | 50         |
| ---------- |  | ---------- |  | ---------- |  | ---------- |  | ---------- |
| MDPAGGPRGV |  | LPRPCRVLVL |  | LNPRGGKGKA |  | LQLFRSHVQP |  | LLAEAEISFT |
| LMLTERRNHA |  | RELVRSEELG |  | RWDALVVMSG |  | DGLMHEVVNG |  | LMERPDWETA |
| IQKPLCSLPA |  | GSGNALAASL |  | NHYAGYEQVT |  | NEDLLTNCTL |  | LLCRRLLSPM |
| NLLSLHTASG |  | LRLFSVLSLA |  | WGFIADVDLE |  | SEKYRRLGEM |  | RFTLGTFLRL |
| AALRTYRGRL |  | AYLPVGRVGS |  | KTPASPVVVQ |  | QGPVDAHLVP |  | LEEPVPSHWT |
| VVPDEDFVLV |  | LALLHSHLGS |  | EMFAAPMGRC |  | AAGVMHLFYV |  | RAGVSRAMLL |
| RLFLAMEKGR |  | HMEYECPYLV |  | YVPVVAFRLE |  | PKDGKGVFAV |  | DGELMVSEAV |
| QGQVHPNYFW |  | MVSGCVEPPP |  | SWKPQQMPPP |  | EEPL       |  |            |

A: Аланін

C: Цистеїн

D: Аспарагінова кислота

E: Глутамінова кислота

F: Фенілаланін

G: Гліцин

H: Гістидин

I: Ізолейцин

K: Лізин

L: Лейцин

M: Метіонін

N: Аспарагін

P: Пролін

Q: Глутамін

R: Аргінін

S: Серин

T: Треонін

V: Валін

W: Триптофан

Кодований геном білок за функціями належить до трансфераз, кіназ, фосфопротеїнів. 
Задіяний у такому біологічному процесі, як альтернативний сплайсинг. 
Білок має сайт для зв'язування з АТФ, нуклеотидами, молекулою кальмодуліну. 
Локалізований у клітинній мембрані, цитоплазмі, ядрі, мембрані.